# Aphnaeus gabriel
Aphnaeus gabriel är en fjärilsart som beskrevs av Swinhoe 1912. Aphnaeus gabriel ingår i släktet Aphnaeus och familjen juvelvingar. Inga underarter finns listade i Catalogue of Life.